# Otto Kraus (Zoologe)
Otto Kraus (* 17. Mai 1930 in Frankfurt am Main; † 24. Oktober 2017 in Hamburg) war ein deutscher Zoologe und Arachnologe. Seine Forschungsschwerpunkte waren die Vergleichende und Funktionsmorphologie, die Systematik, die Tiergeographie und die Evolutionsbiologie.

## Leben und Wirken
Von 1950 bis 1955 studierte Kraus die Fächer Zoologie, Botanik, Geologie/Paläontologie und Geographie an der Johann-Wolfgang-Goethe-Universität in Frankfurt am Main. Promotion 1955 mit einer Dissertation über zentralamerikanische Myriapoden und Araneen. 1950 Assistent, ab 1960 Kustos der Abteilung für Wirbellose Tiere am Naturmuseum und Forschungsinstitut Senckenberg, Frankfurt am Main. 1965 Habilitation für das Fach Zoologie mit einer Arbeit über Diplopoden/Biogeographie. 1968 erhielt Kraus als Nachfolger von Curt Kosswig den Ruf auf einen Lehrstuhl für Zoologie in Verbindung mit dem Amt des Direktors des Zoologischen Staatsinstituts und Zoologischen Museums der Universität Hamburg (Dienstantritt 1969, Emeritus ab 1995). 
1963 wurde Kraus Mitglied, 1989 bis 1995 Präsident der International Commission on Zoological Nomenclature (London); in dieser Funktion wirkte er an der Entwicklung eines neuen Regelwerks für die wissenschaftliche Benennung der Tiere mit. 
Von 1965 bis 1968 war Kraus der erste Präsident des Centre International de Documentation Arachnologique (C.I.D.A.) – jetzt der International Society of Arachnology. 
1970 wurde Kraus Korrespondierendes Mitglied der Senckenbergischen Naturforschenden Gesellschaft.  
1971 wurde Kraus zum ordentlichen Mitglied der Joachim-Jungius-Gesellschaft der Wissenschaften in Hamburg gewählt. Von 1978 bis 1982, von 1996 bis 1997 und von 1998 bis 1999 war er Präsident dieser Akademie. 
Von 1979 bis 1995 war Kraus Vertrauensdozent der Studienstiftung des deutschen Volkes.  
2006 wurde er Mitglied der Akademie gemeinnütziger Wissenschaften zu Erfurt. 
Otto Kraus war Ehrenmitglied folgender wissenschaftlicher Gesellschaften: Naturwissenschaftlicher Verein in Hamburg, British Arachnological Society, International Society of Arachnology (Washington), International Society for Myriapodology (Paris), Societas pro Fauna et Flora Fennica (Helsingfors). 

## Werke (Auswahl)
- 1960: Über „Holckaidari hamuligera“ Verhoeff nom. nud., eine neue Art des Genus Japonaria (Diplopoda, Leptodesmidae). Opuscula Zoologica, 49, S. 1–3 online
- 1962: Internationale Regeln für die Zoologische Nomenklatur. Senckenbergische Naturforschende Gesellschaft. Frankfurt am Main
- 1970–1971: Mitwirkung bei Band 1 (Niedere Tiere) und Band 3 (Weichtiere/Stachelhäuter) der Enzyklopädie Grzimeks Tierleben
- 1975: Grundlagen der zoologischen Systematik: Theoretische und praktische Voraussetzungen für Arbeiten auf systematischem Gebiet (mit Ernst Mayr).  Parey-Verlag, Hamburg. ISBN 978-3-490039187
- 1976: Zoologische Systematik in Mitteleuropa. Parey-Verlag, Hamburg. ISBN 978-3-490124968
- 1978: Co-Evolution (mit Helmut Zwölfer). Parey-Verlag, Hamburg. ISBN  978-3-490126962
- 1980: Arthropoden-Phylogenie (mit Jan Bergström).  Parey-Verlag, Hamburg. ISBN 978-3-490132963
- 1983: Mittelelbe und Drawehn: Lebensräume, Flora und Fauna im Hannoverschen Wendland (Kreis Luchow-Dannenberg). ISBN 978-3-490140968
- Von 1977 bis 1980 Herausgeber des Journals Zoomorphology.